# Discursos sobre la primera dècada de Titus Livi
Els Discursos sobre la primera dècada de Titus Livi, en italià Discorsi sopra la prima deca di Tito Livio són una obra de filosofia i història política de Nicolau Maquiavel, escrit a principis del segle XVI (concretament cap al 1512-1520) i publicat per primera vegada el 1531 a Roma i Florència, quatre anys després de la mort de l'autor i un any abans de la publicació del seu altre text important, El príncep.
Constituint una escriptura fonamental en filosofia política, aquests discursos proposen una reflexió sobre la noció de república.

## Contingut de l'obra
Els discursos sobre la primera dècada de Livi es divideixen en tres llibres. El primer llibre es refereix a la política interna. Maquiavel mostra la seva admiració per l'antiga Roma:"Quan considero, d’una banda, la veneració inspirada en l’antiguitat i, deixant de banda una sèrie d'altres exemples, amb quina freqüència s'ha comprat pel pes de l’or un fragment d’una antiga estàtua per ''tenir-la constantment davant, per honrar-la amb la seva casa". Assenyala l’antiga Roma com a model de govern i cita diferents àmbits en els quals encara avui serveix de model, com ara les arts, el dret civil, la medicina. D’altra banda, assenyala que l’antiga Roma no serveix de model en política i aquesta és la raó per la qual va escriure aquests llibres: "Resolut per arrencar els homes d’aquest error, vaig pensar que calia escriure, en cadascun dels llibres de Titus Livi que l'ofensa del temps ha estalviat, tot allò que, comparant esdeveniments antics i moderns, jutjaria adequat per facilitar la intel·ligència, de manera que aquells que llegissin els meus discursos poden derivar d’aquests llibres la utilitat que s'hauria de buscar en l'estudi de la història". Posteriorment, Maquiavel proposa una teoria sobre l'evolució de la política des de l'antiguitat, cita tres tipus de govern: els monarques, els aristòcrates i els populars, però també altres tres formes de govern, però dolentes (despòtiques, oligàrquiques i "democràcia [que] trenca amb la llicència").
Posteriorment, Maquiavel es fa la pregunta: en quina república hem de confiar? En una república governada per nobles o sobre una república governada pel poble? Després pren exemple dels romans: "Però per arribar a les raons i, primer, prenent com a exemple els romans, diria que sempre hem de confiar un dipòsit a aquells que tenen menys ganes d’apropiar-se’n. De fet, si considerem l’objectiu dels grans i del poble, veurem en els primers la set de dominació, en els segons, l’únic desig de no ser abatut i, en conseqüència, una ferma voluntat de viure lliure; perquè pot, molt menys que els grans, esperar usurpar el poder". Però Maquiavel també mostra l'opinió d'Esparta i Venècia, que afirmen que posar un noble al poder comporta més coses bones: pot satisfer l'ambició de la república i tranquil·litzar els més temibles. Maquiavel també exposa les diverses disputes entre el Senat i la gent. Destaca el fet que el fundador de la república ha d'estar sol i es basa en l'exemple de Ròmul, que va assassinar el seu germà per prendre el poder, tal com explica la llegenda de la creació de Roma. Maquiavel, com a El príncep, també explica com s'han d’aplicar les frases: un home que hagi fet diversos actes lloables serà castigat amb les mateixes sentències i no quedarà exempt de res; així la República continua, conserva el seu poder i no es debilita. Tampoc no dubta Maquiavel a criticar obertament l'Església i les religions, i fins i tot cita els noms de papes com Juli II i Alexandre VI.
Tanmateix, Maquiavel critica Roma i els seus dictadors. Explica com Roma va quedar sota el jou dels tirans. També parla de l’aplicació de noves lleis: no cal canviar de cop, però si aplicar petites lleis successives. A més, Maquiavel estudia el comportament humà, una mena de sociologia de l’època: fa servir les paraules de Titus Livi: "El poble, o la noblesa, es deia a si mateix, mostrava encara més orgull a mesura que el seu adversari mostrava més moderació. La gent gaudia tranquil·lament dels seus drets, la jove noblesa va començar a insultar-lo?"; continua parlant dels prínceps comparant la república i els principats. Al llibre III, Maquiavel parla del poble romà i explica que la seva grandesa es deu a la seva llibertat, que volien conservar i conservar. Posteriorment, qüestiona el mite de la creació: "volíem, crec, respondre als filòsofs que afirmen que el món existeix des de l'eternitat, que si una antiguitat tan remota fos real, la memòria dels fets hauria de remuntar-se a més de cinc mil anys". Després desenvolupa el tema de l'exèrcit, igual que a El príncep, i el conclou amb un elogi de la infanteria, dient que és el millor exèrcit que hi ha.